# جائزة بريطانيا الكبرى 1961
جائزة بريطانيا الكبرى 1961 هو سباق فورمولا 1 أقيم بتاريخ 15 يوليو 1961 في ليفربول، إنجلترا. كان الخامس من أصل 8 في بطولة العالم لسباقات الفورمولا واحد موسم 1961. فاز به الألماني فولفغانغ فون تريبس وجاء ثانيا الأمريكي فيل هيل.